# Francesco Penserini
Francesco Antonio Raffaele Filippo Penserini (Macerata Feltria, 5 settembre 1834 – Firenze, 11 febbraio 1909) è stato un magistrato e politico italiano.